# Insoumis (résistance)
Pour les articles homonymes, voir Insoumis.
Insoumis fut tout d'abord un journal clandestin durant la Seconde Guerre mondiale puis un mouvement armé de la résistance intérieure belge. Insoumis intervint sur l'ensemble du territoire belge et comptait à l'issue de la guerre près de 7 000 membres.

## Fondation

### Le journalL'Insoumis
Le journal L'Insoumis est fondé à Braine-le-Comte en mars 1941 par Georges Némegaire, Georges Beghin et Aloïs Sury. Georges Némegaire, est arrêté le 23 mars 1943. Maurice van Brabant reprend immédiatement la tête du journal. Georges Némegaire est déporté à Flossenbürg où il décèdera le 2 février 1945. Le dernier numéro (41) paraît en avril 1944.

### La résistance armée
En octobre 1943, Maurice Van Brabant transforme le réseau clandestin présidant à la destinée du journal en un véritable mouvement d'action et de résistance. Le groupe aura des ramifications dans les provinces de Brabant, Namur, Liège, Luxembourg, Hainaut, Anvers, et dans les Flandres. Maurice Van Brabant est arrêté à son tour par la Gestapo en février 1944 et déporté, comme son prédécesseur, à Flossenbürg. Il survivra cependant à sa captivité et rentrera en Belgique en juin 1945. À la suite de son arrestation, l'État-Major d'Insoumis prêta serment entre les mains du commandant national, Pierre Briers.
À l'issue de la guerre, quelque 7000 membres de l'organisation furent officiellement recensés.

## Membres
- Georges Némegaire, fondateur du journal l'Insoumis, mort à Flossenbürg, le 2 février 1945.
- Maurice Van Brabant, arrêté en février 1944.
- Pierre Briers, commandant national à partir de juin 1944.
- Léon Bernard, Athus, Insoumis, un des fondateurs du journal l'Athusien en 1944.

## Liens
- « Numéros du journal consultables », sur The Belgian War Press, CEGESOMA